# Seres Zsófia
Seres Zsófia (Zilah, 1924. szeptember 5. –) erdélyi magyar irodalomtörténész, nyelvész, szerkesztő.

## Életútja, munkássága
Középiskoláit Zilahon, a Wesselényi Kollégiumban végezte (1944), majd a Bolyai Tudományegyetemen szerzett magyar–néprajz szakos diplomát (1949). 1949–53 között Nagykárolyban, majd Nagybányán, 1953-tól nyugdíjazásáig (1979) Kolozsváron tanított.
Irodalomtörténeti és pedagógiai tárgyú cikkeit az Utunk, Igaz Szó, Tanügyi Újság, Művelődés, 1989 után a Szabadság és a Hepehupa közölte. 1959-től irodalmi kört szervezett iskolájában, ahol az akkori kolozsvári magyar irodalmi élet jeleseit ismertette meg az ifjúsággal. Az 1990-es évektől a Római Katolikus Nőszövetség Szent Rafael Körének rendszeres előadója.
Munkatársa a Romániai magyar irodalmi lexikonnak (I–V. Bukarest, 1981–2010), az Erdélyi magyar szótörténeti tár V. kötetének (Bukarest–Budapest, 1993), a Ki kicsoda Aradtól Csíkszeredáig? c. életrajzi lexikonnak (I–II. Csíkszereda, 1996–97).
Gondozásában és bevezetőjével jelentek meg az alábbi kötetek:
- Tóth Árpád: Versek, műfordítások (Bukarest, 1971. Magyar Klasszikusok);
- Radnóti Miklós: Válogatott versek és műfordítások (Kolozsvár, 1971. Tanulók Könyvtára); *Irodalmi szöveggyűjtemény a líceumok IV. osztálya számára (Bukarest, 1976);
- Irodalmi szöveggyűjtemény a XII. osztály számára (Bukarest, 1978).

## Díjak, elismerések
- Kisebbségért-díj (2002)
- Ezüstgyopár díj (2005)